# Belfagor - Il fantasma del Louvre
Belfagor - Il fantasma del Louvre (Belphégor – Le fantôme du Louvre) è un film del 2001 diretto da Jean-Paul Salomé.

## Trama
1935, in Egitto: viene ritrovato un sarcofago completamente intatto con all'interno una mummia. Viene organizzato il trasferimento del ritrovamento presso il museo del Louvre, ma durante il viaggio fenomeni molto strani accadono al team incaricato.
Giorni nostri: il sarcofago viene ritrovato in un ripostiglio del Louvre e viene esaminato. Alcune stranezze emergono immediatamente: il corpo sembra non essere stato preparato seguendo le normali procedure egizie. Mentre i ricercatori eseguono i controlli, l'anima del defunto fuoriesce dal suo corpo e, senza essere vista da nessuno, inizia a seminare il terrore nel museo sotto gli occhi impotenti del direttore. Nelle vicinanze del museo, la giovane Lisa gestisce con la nonna un negozio di antichità e souvenir. Le due donne vivono insieme e sono molto legate ma una sera, mentre l'elettricista Martin è in casa con loro, l'anziana muore improvvisamente, lasciando Lisa completamente da sola. Nel giorno del funerale la ragazza apprende inoltre di stare per perdere il proprio negozio.
All'interno del museo il Dipartimento di egittologia si appresta ad accogliere la mummia, che viene dunque studiata da una ricercatrice inglese, la dottoressa Glenda Spencer, la quale scopre che il defunto era un membro della famiglia reale ucciso con l'ausilio di veleno e sfigurato ante mortem: sul sarcofago il nome del defunto è stato cancellato e, dal momento che il nome era essenziale per la cerimonia funebre, la dottoressa Spencer deduce che il funerale della mummia fu sabotato. La donna fa ricostruire il costume cerimoniale della mummia da un lembo di tessuto, aggiungendovi la maschera di bronzo ritrovata sulla mummia. Una notte, dopo un secondo blackout, Lisa e Martin scoprono nella cantina del palazzo un passaggio, apertosi a causa di un crollo dovuto a dei lavori, che conduce direttamente nei sotterranei del Louvre. Girovagando nelle sale vuote dell'immenso museo, si imbattono in due guardiani notturni: prima di essere inseguiti si separano e Lisa, scappando, raggiunge il laboratorio dove si trova la mummia. Chinatasi per osservare meglio la salma, lo spirito sembra entrare nel suo corpo. Da quel momento, un misterioso fantasma, Belfagor, prende a seminare il panico nei corridoi del Museo, terrorizzando soprattutto alcuni guardiani molto superstiziosi: nel frattempo anche a Lisa sembrano accadere cose strane. Obiettivo di Belfagor sono alcuni amuleti necessari alla cerimonia funebre egizia, che vengono portati via dalle teche infrante.
Mentre fra Martin e Lisa nasce una storia d'amore sempre più intensa, il fantasma di Belfagor la spinge a quasi strangolare il suo amato. Quella stessa notte, Lisa si reca al museo e assume le sembianze di Belfagor seminando il panico fra i guardiani. Mentre il direttore del Louvre è convinto che a travestirsi da fantasma sia una normale persona, il fantasma utilizza il corpo di Lisa e i suoi poteri per uccidere uno dei guardiani. Sulla vicenda del museo è chiamato ad investigare l'esperto commissario Verlac, pensionato da tempo ma intenzionato a seguire il caso, che gliene ricorda uno molto simile che ha seguito da giovane. Verlac è convinto che a ad infestare il Louvre sia Belfagor, ossia un diavolo che utilizza il corpo di un essere umano per agire: ai suoi tempi sfruttò il corpo di un guardiano. Nel frattempo, le stranezze continuano a colpire Lisa, che viene dunque lasciata da Martin: completamente in preda a Belfagor, la ragazza interagisce con una scolaresca dimostrando di possedere un gran numero di informazioni sull'antico Egitto e di esserne completamente ossessionata.
Belfagor nel frattempo continua a colpire, generando una visione in un altro guardiano: il suo potere è quello di sfruttare le paure delle persone per scatenare reazioni mortali. La notte seguente, Martin segue Lisa mentre entra nel museo: lui viene braccato dai guardiani, che lo sottopongono ad un barbaro ma breve interrogatorio. Nel frattempo Lisa/Belfagor agisce quasi indisturbata, uccidendo un altro guardiano. Il giorno dopo Martin affronta Lisa, ma la ragazza nega di essere stata al Louvre: Martin scopre inoltre che la ragazza ha disegnato un geroglifico con il suo sangue nel bagno. Il ragazzo si presenta allora ad una lezione della professoressa Spencer: qui riesce a fare colpo sull'insegnante proponendole il geroglifico, e così la donna lo porta con sé al museo per mostrargli i propri studi. Da ciò che la professoressa gli mostra, Martin capisce che a Lisa sta accadendo qualcosa di grave: quando però cerca di affrontarla lei ha completamente perso il senno e utilizza i suoi poteri sovrannaturali contro di lui.
Quella notte, Martin cerca nuovamente di interagire con Lisa ma, seppur ammettendo di avere qualcosa dentro che non riesce a controllare, la ragazza continua a usare i suoi poteri per scappare da lui e tornare a vestire i panni di Belfagor: mentre si reca sul posto un cane sembra percepire la presenza dell'essere maligno, ma Belfagor sembra riuscire a sconfiggerlo con facilità. Martin ha accesso al Louvre, ma qui ha una visione in cui Lisa sembra morire: convinto che ciò sia accaduto davvero, il ragazzo rivela tutto a Verlac, che riesce ad introdursi nell'appartamento di Lisa e la trova addormentata tranquillamente nel suo letto. A questo punto, Martin accetta finalmente di collaborare con Verlac, che tuttavia viene scaricato dallo scettico direttore del museo. Nel frattempo Lisa, in un attimo di lucidità, si rende conto dell'orrore che le sta capitando e cerca di fuggire allo spirito, invano. Quella stessa notte l'esercito riesce a catturare Lisa/Belfagor, conducendola dunque in un ospedale militare. Nel frattempo, la dottoressa Spencer riesce a ritrovare un anello con su scritto il nome del defunto, l'ultimo elemento necessario alla cerimonia funebre della mummia.
Sia Verlac che Martin provano ad interagire con Lisa e le fanno pronunciare il nome della mummia. Lisa pronuncia quindi alcune parole in un'antica lingua morta, che vengono registrate. Dalle parole da lei pronunciate, la dottoressa capisce che ciò che Lisa chiede è che venga compiuto un rito proprio quella notte affinché lo spirito che la possiede possa finalmente accedere all'aldilà: il direttore del Louvre si rifiuta però di collaborare. Quella notte Lisa ha una premonizione secondo la quale un finto infermiere avrebbe provato a ucciderla per accogliere Belfagor in sé, e così quando ciò sta per avvenire gli si scatena contro e riesce ad evadere dalla prigione usando i propri poteri. Lisa si presenta al Louvre e veste i panni di Belfagor: dopo aver rivelato la sua esistenza al direttore del Louvre, Belfagor riceve finalmente il rito tanto agognato. Lo spirito può finalmente ottenere l'auspicato riposo e Lisa può tornare alla sua vecchia vita, costruendosi una nuova esistenza con Martin.